# جورج إي. ألين
جورج إي. ألين (بالإنجليزية: George E. Allen)‏ هو مدير فني أمريكي، ولد في 29 فبراير 1896 في بونفيل في الولايات المتحدة، وتوفي في 23 أبريل 1973.

## وصلات خارجية
- جورج إي. ألين على موقع مونزينجر (الألمانية)